# Darci
Darci Miguel Monteiro (ur. 26 września 1968 w Volta Redonda, zm. 3 stycznia 2018 w Rio de Janeiro) – brazylijski piłkarz i skaut piłkarski.